# Józefowo (Poméranie)
Pour les articles homonymes, voir Józefowo.
Józefowo est une localité polonaise de la gmina rurale et du powiat de Chojnice situés en voïvodie de Poméranie. 

## Géographie

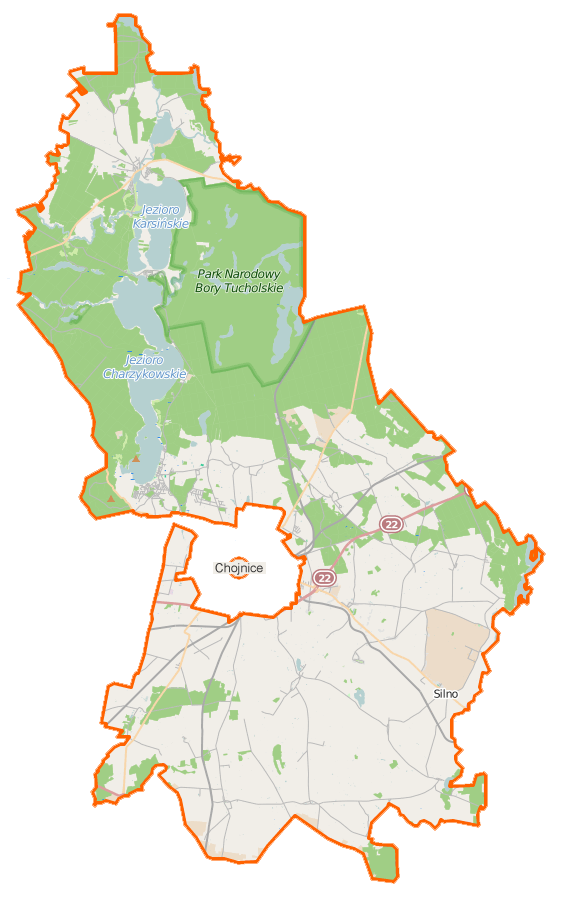
Carte de la gmina de Chojnice.